# چیاتای-بورزیان
چیاتای-بورزیان (انگلیسی: Chyatay-Burzyan) یک شهرک در شهرستان میاکینسکی استان باشقیرستان کشور روسیه است.